# Staden, Belgien
Staden är en kommun i Belgien.   Den ligger i provinsen Västflandern och regionen Flandern, i den västra delen av landet, 90 km väster om huvudstaden Bryssel. Antalet invånare är 11 004.
Trakten runt Staden består till största delen av jordbruksmark. Runt Staden är det tätbefolkat, med 308 invånare per kvadratkilometer.